# ザウバー・C36
ザウバー・C36 (Sauber C36) は、ザウバーが2017年のF1世界選手権参戦用に開発したフォーミュラ1カーである。

## 概要
2017年2月20日に正式発表。
マシン設計は前テクニカルディレクターのマーク・スミス時代にスタートしたものの、その開発は前年3月に離脱したスミスの後継者となったヨルグ・ザンダーが引き継いだ。ザンダーは新車発表の際、「ダウンフォースを最大限に求めるよりも、空力的な安定性を追求することに重点を置いた」と述べている。
頭上にあるエアボックスが分割されているのが特徴となっており、カラーリングは、F1参戦25周年を記念してブルーとゴールドのカラースキームに変更された。
パワーユニットはフェラーリの1年落ちのスペックを使用する。

## 2017年シーズン
ドライバーはマーカス・エリクソンが残留、新たなチームメイトにパスカル・ウェーレインを迎えた。ウェーレインはROCでクラッシュした際の負傷によりトレーニング不足のため開幕2戦を欠場、アントニオ・ジョヴィナッツィが代走を務めた。
多くのレースで予選下位・バックマーカーに沈むものの、車体はタイヤにやさしい特徴を持ち、他チームよりタイヤ交換を1回少なくする作戦が多く、セーフティカー導入時にタイヤ交換しタイムロスを無くす（フリーストップ）のを狙い、これが成功するとウェーレインが第5戦スペインGPで8位、第8戦アゼルバイジャンGPで10位に入賞した。しかし、マシン性能の低さが否めなかったマクラーレンが第11戦ハンガリーGPでダブル入賞を果たしたため、コンストラクターズランキング最下位に沈んだ。

## スペック

### シャシー
- シャシー カーボンファイバー製モノコック
- サスペンション
  - フロントサスペンション ダブルウィッシュボーン インボードスプリングおよびダンパーによるプッシュロッド式（ザックス・レース・エンジニアリング製）
  - リアサスペンション ダブルウィッシュボーン インボードスプリングおよびダンパーによるプルロッド式（ザックス・レース・エンジニアリング製）
- ブレーキ
  - ブレーキキャリパー ブレンボ
  - ブレーキパッド ブレンボ カーボンファイバー製
  - ブレーキディスク カーボン・インダストリー
- トランスミッション フェラーリ 8速クイックシフト・カーボンギアボックス 縦置き カーボンファイバー製クラッチ
- シャシー電子機器 MES
- ERS フェラーリ
- ステアリングホイール ザウバーF1チーム
- タイヤ ピレリ
- ホイール O・Z
- 全長 5,143 mm
- 全幅 2,000 mm
- 全高 950 mm
- フロントトレッド 1,615 mm
- リアトレッド 1,530 mm
- 重量 728 kg（ドライバーを含む、空タンク時）

### エンジン
- 名称 フェラーリ 061
- 気筒数・角度 V型6気筒 90度
- 排気量 1,600 cc
- ボア径 80 mm
- ストローク 53 mm
- バルブ数 24
- 最高回転数 15,000 rpm（レギュレーションで規定）
- ターボチャージャー シングルターボ
- 最大燃料流量 100 kg/h
- 最大燃料容量 105 kg
- インジェクション 500 bar 直接噴射
- ユニット数 4（1台あたり）

### ERSシステム
- バッテリー出力：4 Mj（1周あたり）
- MGU-K 出力：120 kW
- MGU-K 最高回転数：50,000 rpm
- MGU-H 最高回転数：125,000 rpm

## 記録
| 年   | No. | ドライバー       | 1   | 2   | 3   | 4   | 5   | 6   | 7   | 8   | 9   | 10  | 11  | 12  | 13  | 14  | 15  | 16  | 17  | 18  | 19  | 20  | ポイント | ランキング |
| 年   | No. | ドライバー       | AUS | CHN | BHR | RUS | ESP | MON | CAN | AZE | AUT | GBR | HUN | BEL | ITA | SIN | MAL | JPN | USA | MEX | BRA | ABU | ポイント | ランキング |
| ---- | --- | ---------------- | --- | --- | --- | --- | --- | --- | --- | --- | --- | --- | --- | --- | --- | --- | --- | --- | --- | --- | --- | --- | -------- | ---------- |
| 2017 | 9   | エリクソン       | Ret | 15  | Ret | 15  | 11  | Ret | 13  | 11  | 15  | 14  | 16  | 16  | 18† | Ret | 18  | Ret | 15  | Ret | 13  | 17  | 5        | 10位       |
| 2017 | 94  | ウェーレイン     | PO  |     | 11  | 16  | 8   | Ret | 15  | 10  | 14  | 17  | 15  | Ret | 16  | 12  | 17  | 15  | Ret | 14  | 14  | 14  | 5        | 10位       |
| 2017 | 36  | ジョヴィナッツィ | 12  | Ret |     |     |     |     |     |     |     |     |     |     |     |     |     |     |     |     |     |     | 5        | 10位       |

- 太字はポールポジション、斜字はファステストラップ（key）
- † 印はリタイアだが、90%以上の距離を走行したため規定により完走扱い。